# The Talos Principle
The Talos Principle è un videogioco rompicapo del 2014, sviluppato da Croteam e pubblicato da Devolver Digital. È stato distribuito per la prima volta su Linux, macOS e Windows l'11 dicembre 2014. In seguito è stato reso disponibile per i dispositivi Android dal 28 maggio 2015, per PlayStation 4 dal 13 ottobre 2015, per iOS dall'11 ottobre 2017, per Xbox One dal 31 agosto 2018 e per Nintendo Switch dal 10 dicembre 2019.
Il gioco ha una trama filosofica e prende il nome da Talo, un gigante di bronzo della mitologia greca. Il "Principio di Talo", infatti, è un immaginario presupposto materialista secondo il quale, a prescindere da ciò che un filosofo possa pensare, la sua esistenza dipende sempre dal suo essere fisico.

## Trama
Un androide senza nome si risveglia in un ambiente sereno. Una voce che si fa chiamare Elohim ordina all'androide di esplorare i mondi che ha creato per esso e di risolvere i vari enigmi per raccogliere dei sigilli, tuttavia lo avverte di non scalare una torre al centro di questi mondi. Man mano che l'androide progredisce, si rende conto di come questi mondi possano esistere solo in una realtà virtuale e che, come altri androidi che incontra, sono entità separate che possiedono l'intelligenza artificiale (IA) all'interno di un programma per computer. Alcune IA che incontra agiscono come messaggeri, servendo indiscutibilmente Elohim e guidando l'androide attraverso gli enigmi. I messaggi lasciati da altre IA presentano visioni diverse dei mondi artificiali e di Elohim, con alcuni che affermano che le parole di Elohim dovrebbero essere messe in dubbio, mentre la Milton Library Interface, un programma di conversazione di testo che si trova su vari terminali di computer, incoraggia l'androide a sfidare i comandi di Elohim.
All'interno dei terminali dei computer sono presenti notizie e registri personali degli ultimi giorni dell'umanità, portata all'estinzione da un virus letale che è rimasto congelato nel permafrost terrestre e rilasciato a causa del riscaldamento globale. Diversi ricercatori e scienziati umani hanno lavorato per raccogliere quanta più conoscenza possibile dell'umanità in grandi banche dati, sperando che un'altra specie senziente sarebbe stata in grado di trovarla. Una ricercatrice, Alexandra Drennan, ha lanciato quindi un programma complementare chiamato "Extended Lifespan" nel tentativo di creare una nuova specie meccanica che avrebbe portato avanti l'eredità dell'umanità, tuttavia ciò richiedeva lo sviluppo di un'IA degna con grande intelligenza e libero arbitrio nel suo completamento. Lo spazio virtuale funge da banco di prova per nuove entità IA che devono risolvere gli enigmi per dimostrare intelligenza, ma anche per mostrare sfida e libero arbitrio disobbedendo a Elohim, il programma che supervisiona il piano Extended Lifespan.
Quando l'androide ha completato gli enigmi, Elohim gli dà l'opportunità di unirsi a lui. Se il giocatore seleziona questa opzione, l'androide fallisce il "controllo di indipendenza" richiesto e viene creata una nuova iterazione della sua IA e forzato a ricominciare i puzzle (riavviando effettivamente il gioco). In alternativa, se l'androide passa attraverso un ingresso segreto della torre, diventa uno dei messaggeri di Elohim, aiutando le generazioni future di IA. Altrimenti può scegliere di sfidare Elohim e di arrampicarsi sulla torre. Qui incontrerebbe altre due IA chiamate The Shepherd e Samsara. Entrambi hanno sfidato Elohim ma non sono riusciti ad arrivare in cima da soli. The Shepherd tenta di aiutare l'androide, conoscendo l'obiettivo finale del programma Extended Lifespan, mentre Samsara ne ostacola il progresso, credendo che il mondo degli enigmi sia tutto ciò che conta. L'androide alla fine raggiunge la cima e, in un terminale finale, Elohim tenta di dissuadere l'androide dal trascendere un'ultima volta. A seconda delle interazioni con il Milton Library Interface, questo potrebbe decidere di unirsi all'androide e di offrire l'intera conoscenza dell'umanità durante la trascendenza. Quando l'androide trascende, il mondo virtuale viene distrutto. L'intelligenza artificiale dell'androide si risveglia nel corpo di un altro androide nel mondo reale, ed esce nel mondo privo di umani.

### Road to Gehenna
Uriel è un'altra intelligenza artificiale che viene incaricata da Elohim di liberare un certo numero di altre IA, tutte imprigionate in una parte del database del computer chiamato Gehenna. Con la simulazione che ha raggiunto il suo scopo, i server dei computer si stanno spegnendo ed Elohim vuole che Uriel aiuti queste altre IA a prepararsi per "l'ascensione" (ovvero caricare le loro conoscenze e ricordi su Uriel). Mentre Uriel esplora questo regno, scopre che molte altre IA hanno le proprie idee su ciò che l'umanità potrebbe essere stata in base ai registri, oltre a mostrare dei dubbi sulle intenzioni di Uriel e dell'ascensione. Uriel può osservare la comunicazione delle IA attraverso una bacheca da loro improvvisata dove discutono della natura della Gehenna e della loro comprensione dell'umanità, con alcuni di loro che cercano di esprimere ciò attraverso la prosa e la narrativa interattiva. Una volta che Uriel ha liberato 17 delle IA, una rimanente chiamata "Admin", la prima IA presente in Gehenna, contatta Uriel per ammettere che hanno manipolato alcuni membri della Gehenna per preservare l'ordine a causa dei diversi livelli di accettazione delle IA sull'ambiente circostante. Se l'androide ha raccolto abbastanza stelle extra nei mondi, gli viene data la possibilità di completare un altro mondo e liberare Admin, tuttavia poiché è rimasto solo uno slot per l'ascensione, Admin e Uriel non possono salire entrambi. A seconda delle scelte di Uriel, uno o entrambi rimangono indietro mentre il mondo artificiale viene distrutto. Admin può anche richiedere che Uriel rimuova qualsiasi traccia di manipolazione che ha commesso Admin prima dell'ascensione.

## Modalità di gioco
The Talos Principle è un videogioco narrativo rompicapo. Solitamente la prospettiva è in prima persona, ma il Serious Engine permette di passare in terza persona. Il giocatore assume il controllo di un robot, mentre esplora una serie di ambienti che includono più di 120 puzzle.
Il level design unisce elementi architettonici classici a tecnologie futuristiche immaginarie.
Per avanzare nel gioco è necessario completare i livelli in modo sequenziale, evitando trappole come droni e torrette, al fine di raccogliere tutte le chiavi sparse per la mappa.
Il gameplay del gioco prevede l'utilizzo verticale della mappa e di oggetti di scena, oltre ai classici power-up.